# Ökosozialismus
Der Ökosozialismus ist eine Hauptströmung innerhalb der ökologischen Bewegungen. In den 1980er Jahren dominierten die ökosozialistischen Positionen der Partei Die Grünen den Diskurs; Rainer Trampert wurde als prominenter Ökosozialist Parteisprecher.

## Grundlagen der Ökosozialisten
Der Ökosozialismus hat sozialistische und marxistische Grundlagen. Er tritt für einen demokratischen, ökologischen, internationalistischen und partizipativen Sozialismus ein.
Analytisch wird ein Widerspruch zwischen Kapitalismus und Ökologie gesehen. Der Ökosozialismus richtet sich gegen öko-kapitalistische Ansätze, wie diese beispielsweise von Paul Hawken vertreten werden.
Neben dieser allgemeinen kategorialen Wortverwendung bezeichnen sich auch einzelne politische Strömungen als ökosozialistisch, unter anderem in Abgrenzung von Anhängern der ebenfalls linken Sozialökologie. Eine dieser Richtungen ist
der mittlerweile historisch gewordene Flügel der Ökosozialisten innerhalb von Bündnis 90/Die Grünen. Allerdings verstanden sich zum Beispiel auch Fritz Vilmar (als Wirtschaftsdemokrat in der SPD) und Ludger Volmer als Ökosozialisten.

## Geschichte der Ökosozialisten
In England fand sich bereits im 19. Jahrhundert mit William Morris ein früher Vordenker ökosozialistischer Ansätze.
Innerhalb der „alten“ alternativen Bewegungen der Wilhelminischen Zeit und der Weimarer Republik wurden linke Natur- und Umweltschutzgedanken von einigen Vordenkern wie zum Beispiel Paul Robien vertreten, lange vor den Neuen Sozialen Bewegungen.

### Ökosozialistische Ideen innerhalb der Partei Die Grünen
Zur unmittelbaren Vorgeschichte der Ökosozialistischen Bewegung der 1980er Jahre gehören die Diskussionen innerhalb des in den 1970er Jahren starken Kommunistischen Bundes sowie dessen Abspaltung, der Gruppe Z, um das Verhältnis avantgardistischer und ökologischer Politik. Aus der von Hamburg aus operierenden Gruppe Z gingen personell etwa Thomas Ebermann und Rainer Trampert als spätere Ökosozialisten, aber auch Jürgen Trittin und Angelika Beer hervor.
Nach dem Auszug der konservativ-ökologischen Kräfte aus der Grünen Partei 1980 dominierten ökosozialistische Positionen die bundesdeutschen Grünen. Rainer Trampert wurde als einer der wichtigsten Ökosozialisten 1982 in den Vorstand gewählt und war bis 1987 einer der Sprecher der Partei. Den Flügel der Ökosozialisten verband mit den Radikalökologen eine skeptische Haltung gegenüber Parteibündnissen und Regierungsbeteiligungen mit der SPD. Anders als bei den Radikalökologen wurden Regierungsbeteiligungen und Tolerierungen aber nicht prinzipiell ausgeschlossen, die Blockierungspolitik der Radikalökologie wurde sogar scharf kritisiert. Zusammen mit den Radikalökologen um Jutta Ditfurth dominierten Ökosozialisten bis Ende der 1980er Jahre den Vorstand der Grünen. Thomas Ebermann und Rainer Trampert als die prominentesten Ökosozialisten verließen 1990 die Partei. Als sich im Laufe der Zeit der Realo-Parteiflügel um Joschka Fischer durchsetzte, traten viele Ökosozialisten aus der Partei der Grünen aus. Einige bewegten sich danach in kommunistischen Kreisen oder traten in die PDS ein. Jutta Ditfurth, Manfred Zieran und andere Radikalökologen gründeten 1991 die Kleinpartei Ökologische Linke, deren Ziel es war, ökosozialistische und radikalökologische Ex-Grüne zusammen mit anderen Linken zu organisieren. Innerhalb der bundesdeutschen Politik spielen seit den frühen 90er Jahren marxistisch ausgerichtete ökosozialistische Ideen parteipolitisch keine wahrnehmbare Rolle mehr.

## Neuere Entwicklungen
Im englischsprachigen Raum gibt es im Rahmen des Ecosocialist International Network Bestrebungen zu einer globalen Vernetzung.  In diesem Rahmen wurde auch die ökosozialistische Debatte in Deutschland wieder belebt.
Zentral in dieser Debatte sind Publikationen von John Bellamy Foster (unter anderem: „The Ecological Revolution: Making Peace with the Planet“), Joel Kovel (zum Beispiel: „The Enemy of Nature“) und der Reihe Democracy and Ecology  des Herausgebers James O' Connor.
Als eine dem Ökosozialismus nahestehende Partei kann besonders die dänische Socialistisk Folkeparti betrachtet werden. Die britische Grüne Linke definiert sich selbst als ökosozialistisch und unterstützt das ökosozialistische Manifest des International Ecosocialist Network. Auch die britische Organisation „Socialist Resistance“, Sektion der 4. Internationale, bezeichnet sich als ökosozialistisch. Ebenfalls bezieht sich die deutsche Sektion der 4. Internationale, die Internationale Sozialistische Organisation (ISO) in ihrem Gründungsdokument auf den Ökosozialismus.
In Deutschland unterstützt die „Bildungsgemeinschaft SALZ“ (Soziales – Arbeit – Leben – Zukunft) das Manifest des EIN (Ecosocialist International Network) und hat mit ihrer jährlich fortgeschriebenen Kasseler Erklärung „Für eine ökosozialistische Wende von unten!“ eine eigene Position vorgelegt. Aus dem Kreis ihres wissenschaftlichen Beirats stammt auch eine Einführung in das Thema „Ökosozialismus – das geht!“. SALZ arbeitet auch mit der von Saral Sarkar mitgegründeten „Initiative Ökosozialismus“ zusammen.
Als eine der bekanntesten Vertreterinnen des Ökosozialismus und Ökofeminismus in Europa gilt die spanische Forscherin Yayo Herrero, die u. a. auch als Generaldirektorin von FUHEM amtiert.